# Choeradoplana bocaina
Choeradoplana bocaina ist eine Art der zu den Landplanarien zählenden Gattung Choeradoplana. Sie kommt in Brasilien vor.

## Merkmale
Choeradoplana bocaina hat präpariert einen schlanken Körper mit einer Länge von bis zu 48 Millimetern und eine Breite von bis zu 4 Millimetern. Der Rücken ist stark konvex und der Bauch leicht konvex geformt, die Seiten sind abgerundet. Das Vorderende ist bei lebendigen Individuen aufgrund eines Retraktormuskels nach hinten gebogen, so dass auf der Bauchseite wegen eines Muskeldrüsenorgans zwei kissenartige Strukturen im Kopfbereich erkennbar sind. Der Rücken hat eine gelblich-braune Grundfärbung mit dunkelbraunen, unterschiedlich großen Flecken, die zur Mittellinie des Rückens häufiger sind als an den Rändern. Die Bauchseite ist im Kopfbereich blass-braun gefärbt, im hinteren Bereich cremefarben. Im vorderen Bereich befinden sich keine Augen, weiter hinten verteilen sie sich entlang der Körperränder.
Der Pharynx ist glockenartig geformt.

## Verbreitung
Die Art wurde in der Serra da Bocaina gefunden. Der Fundort ist mit Atlantischem Regenwald bedeckt.

## Etymologie
Das Artepitheton bocaina bezieht sich auf den Namen des Nationalparks, der von den Tupi für die Region genutzt wird.